# Wasted on You (Morgan Wallen)
Wasted on You  è un singolo del cantante country statunitense Morgan Wallen, pubblicato il 7 marzo 2022 come quarto e ultimo singolo estratto dal secondo album in studio dell'artista Dangerous: The Double Album. La canzone è stata scritta da Wallen in collaborazione con Ryan Vojtesak, Ernest Keith Smith e Josh Thompson. Il brano è stato prodotto da Joey Moi e Jacob Durrett. Prima ancora della sua uscita come singolo, in concomitanza con la pubblicazione dell'album nel gennaio 2021, Wasted on You raggiunse la vetta della Hot Country Songs.

## Antefatti e contenuto
Precedentemente all'uscita dell'album, Wasted on You è stata pubblicata su YouTube l'11 gennaio 2021 come parte di una sessione acustica di varie canzoni. In un'intervista rilasciata a Lyric Magazine, l'autore ha dichiarato che la canzone è stata ideata pensando a "quando stai vivendo un bel momento e poi, tutto d'un tratto, tutto si rovina, diventando quindi una perdita di tempo". La canzone è stata inizialmente scritta utilizzando solamente la chitarra e, una volta presentata ai produttori, è stato aggiunto del ritmo al ritornello. Wallen ha, inoltre, dichiarato che "queste modifiche mi hanno permesso di sperimentare un po', di ottenere quella fusione di generi che cercavo e [la sperimentazione di generi] è evidente soprattutto in questo brano".
La canzone verte intorno al tema della delusione amorosa e di come la storia tra i due innamorati sia stata in realtà solamente una perdita di tempo. Il cantante racconta di come, per non pensare alla separazione con la sua amata, cerca la soluzione alla sua tristezza attraverso l'alcol. La canzone si crede sia dedicata alla fine della storia tra il cantante e Katie Smith, con la quale Wallen ha avuto un figlio, Indie, nel 2020.

## Accoglienza
Owen Myers di Pitchfork ha dichiarato che "la canzone è un mix tra la trap e suoni metallici di chitarra, non così fluidi e riusciti come gli ibridi hip-hop/country tipici di altri, come Sam Hunt". Pip Ellwood-Hughes di Entertainment Focus ha scritto che "la canzone ha un suono moderno, differente rispetto ai precedenti brani di Wallen e in contrasto con la sua collaborazione con Diplo, Heartless".

## Andamento in classifica
Nella settimana del 23 gennaio 2021, Wasted on You ha debuttato direttamente in vetta alla Hot Country Songs statunitense. Nella stessa settimana erano presenti nella top 10 della classifica altri cinque singoli di Wallen  ― Somebody's Problem, Warning, Sand in My Boots, 7 Summers e More Than My Hometown  ―, rendendolo il primo ad avere sei brani contemporaneamente in top 10. La stessa settimana il suo secondo album, Dangerous: The Double Album, aveva debuttato direttamente in cima alla Top Country Albums, facendo diventare Wallen il primo artista ad avere nella stessa settimana sia un album sia un singolo a debuttare direttamente in prima posizione. Nella Billboard Hot 100 la canzone ha debuttato alla nona posizione.

## Classifiche

### Classifiche settimanali
| Classifica (2021-23)        | Posizione |
| --------------------------- | --------- |
| Australia                   | 20        |
| Canada                      | 9         |
| Canada Country              | 1         |
| Global 200                  | 22        |
| Nuova Zelanda               | 2         |
| Regno Unito                 | 28        |
| Stati Uniti                 | 5         |
| Stati Uniti Country Airplay | 1         |
| Stati Uniti Hot Country     | 1         |

### Classifiche di fine anno
| Classifica (2021)             | Posizione |
| ----------------------------- | --------- |
| Stati Uniti Hot Country Songs | 21        |

| Classifica (2022)             | Posizione |
| ----------------------------- | --------- |
| Global 200                    | 162       |
| Stati Uniti                   | 19        |
| Stati Uniti Country Airplay   | 8         |
| Stati Uniti Hot Country Songs | 1         |

## Date di pubblicazione
| Paese       | Data            | Formato                     | Etichetta | Nota   |
| ----------- | --------------- | --------------------------- | --------- | ------ |
| Mondo       | 11 gennaio 2021 | Download digitale Streaming | Big Loud  | [ 7 ]  |
| Stati Uniti | 7 marzo 2022    | Radio Country               | Big Loud  | [ 20 ] |
| Stati Uniti | 11 luglio 2022  | Radio Adult Contemporary    | Big Loud  | [ 21 ] |
| Stati Uniti | 12 luglio 2022  | Radio Contemporary Hit      | Big Loud  | [ 22 ] |